# فائز طه سالم
فائز طه سالم حسن العبيدي هو ممثل عراقي حاصل على شهادة الدكتوراه. نشأ في أسرة فنية، فوالده هو الممثل والفنان المسرحي طه سالم، وشقيقتيه هما الممثلتان شذى سالم وسهى سالم. هو يشغل منصب مدير عام دائرة الثقافة والفنون في وزارة الشباب والرياضة.

## أعماله

### في التلفزيون
من أعماله التلفزيونية:
- مسلسل أيام التحدي من إنتاج تلفزيون العراق سنة 2001، وجسد في المسلسل شخصية الطيار سَامِرْ بطل المسلسل.
- مسلسل رجال الظل من إنتاج تلفزيون العراق سنة 1996.
- تمثيلية سعاد سنة 1989.

### في السينما
من أعماله السينمائية:
- فيلم عرس عراقي سنة 1988.
- فيلم حب ودراجة سنة 1989.[2]

## وصلات خارجية
فائز طه سالم على موقع قاعدة بيانات الأفلام العربية